# Боу-Пик
Боу-Пик (англ. Bow Peak) — горная вершина в долине реки Боу, Национальный парк Банф, в Канадских Скалистых горах, провинция Альберта, Канада. Его ближайшая более высокая вершина — Гора Кроуфут на востоке. Боу-Пик расположен к северу от озера Гектор и к юго-востоку от озера Боу. Несмотря на незначительную высоту, гора является знаменитой достопримечательностью и видна издалека, вплоть до района Лейк-Луиза.

## История
Боу-Пик был назван так в 1922 году из-за его близости к верховьям реки Боу, которая была известна Кри как «место, откуда берут лук». Название горы стало официальным в 1924 году, благодаря Совету по географическим названиям Канады.

## Геология
Как и другие горы в парке Банф, Боу-Пик состоит из осадочных пород, сложенных в докембрийский — Юрский период. Образованная в мелководных морях, эта осадочная порода была сдвинута на восток, поверх более молодой породы во время Ларамийского орогенеза.

## Климат
Согласно классификации климата Кёппена, Боу-Пик расположен в субарктической климатической зоне с холодной, снежной зимой и мягким летом. Температура может опускаться ниже −20 °C при коэффициенте охлаждения ветра ниже −30 °C. Осадки с горы Боу-Пик стекают в реку Боу, которая является притоком реки Саскачеван.

## Галерея

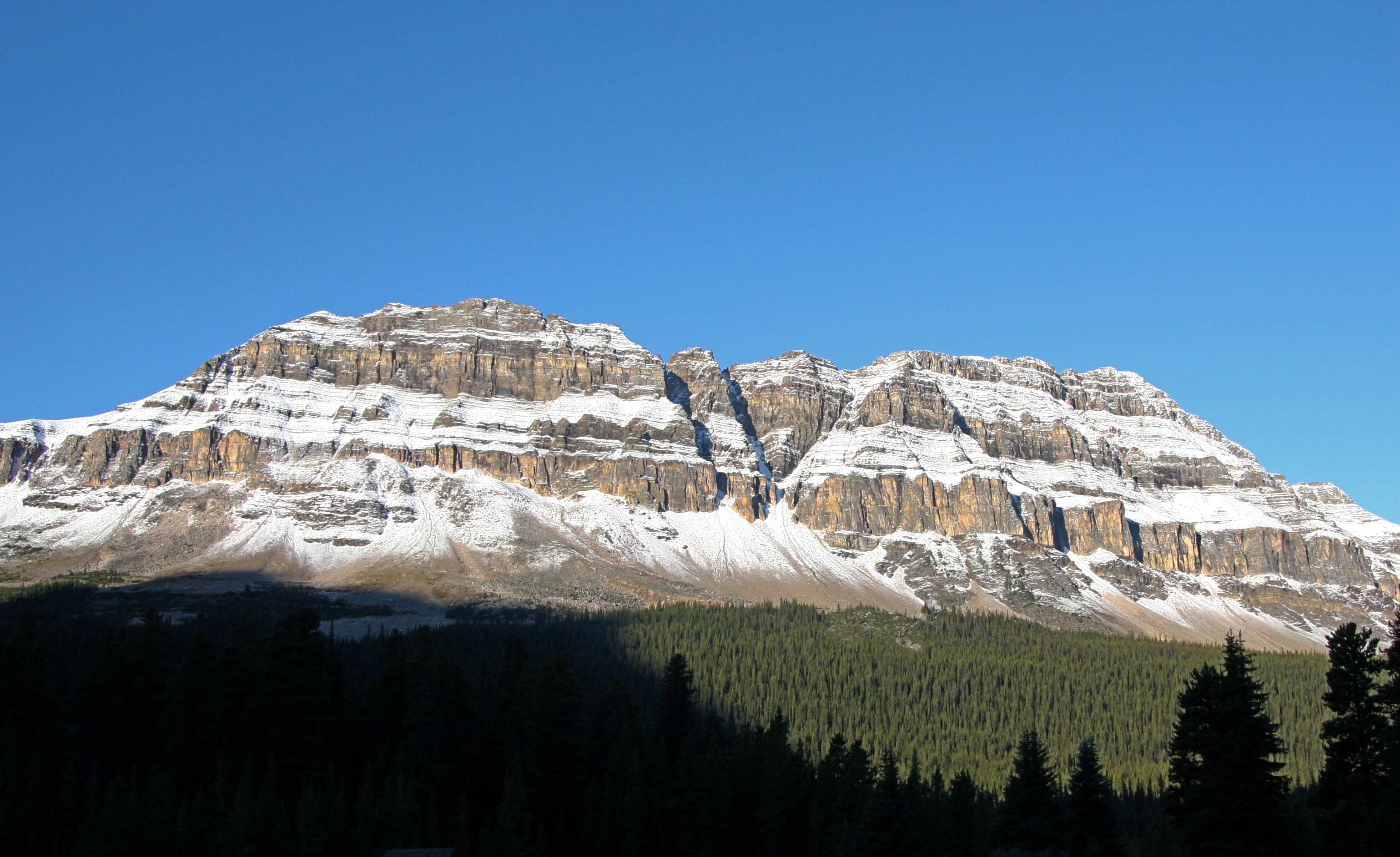
Широкий восточный склон Боу-Пик
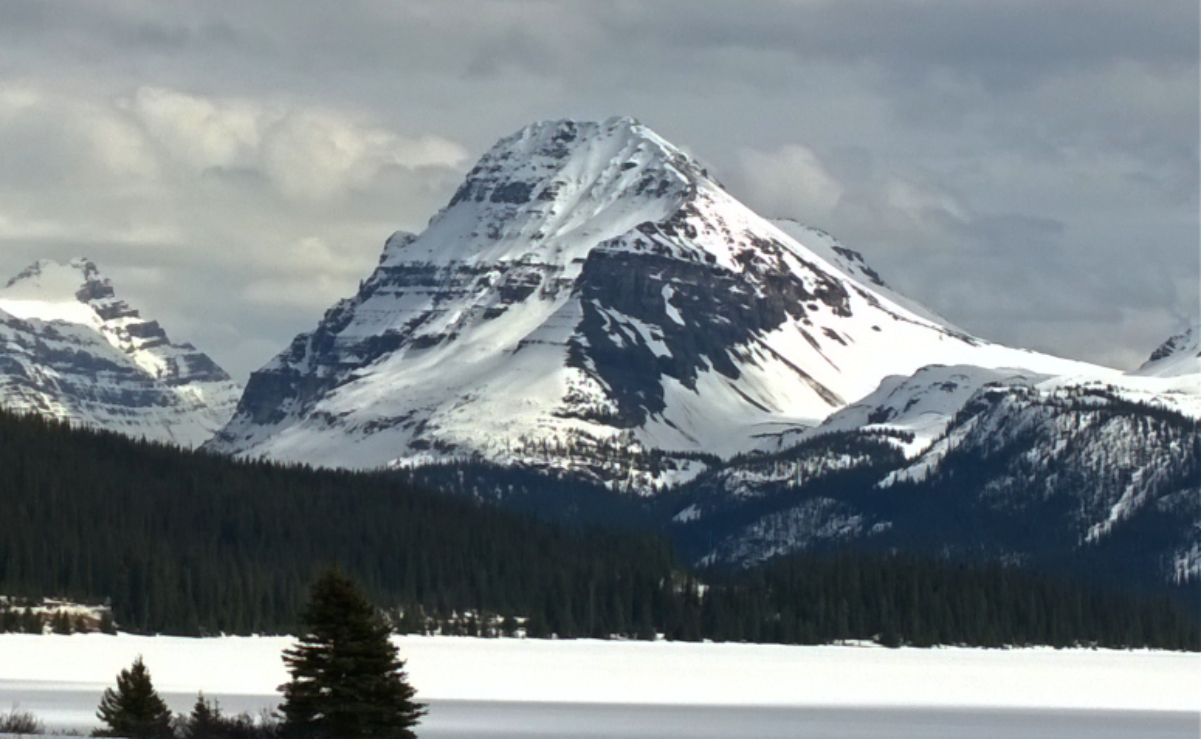
Боу-Пик в зимний период
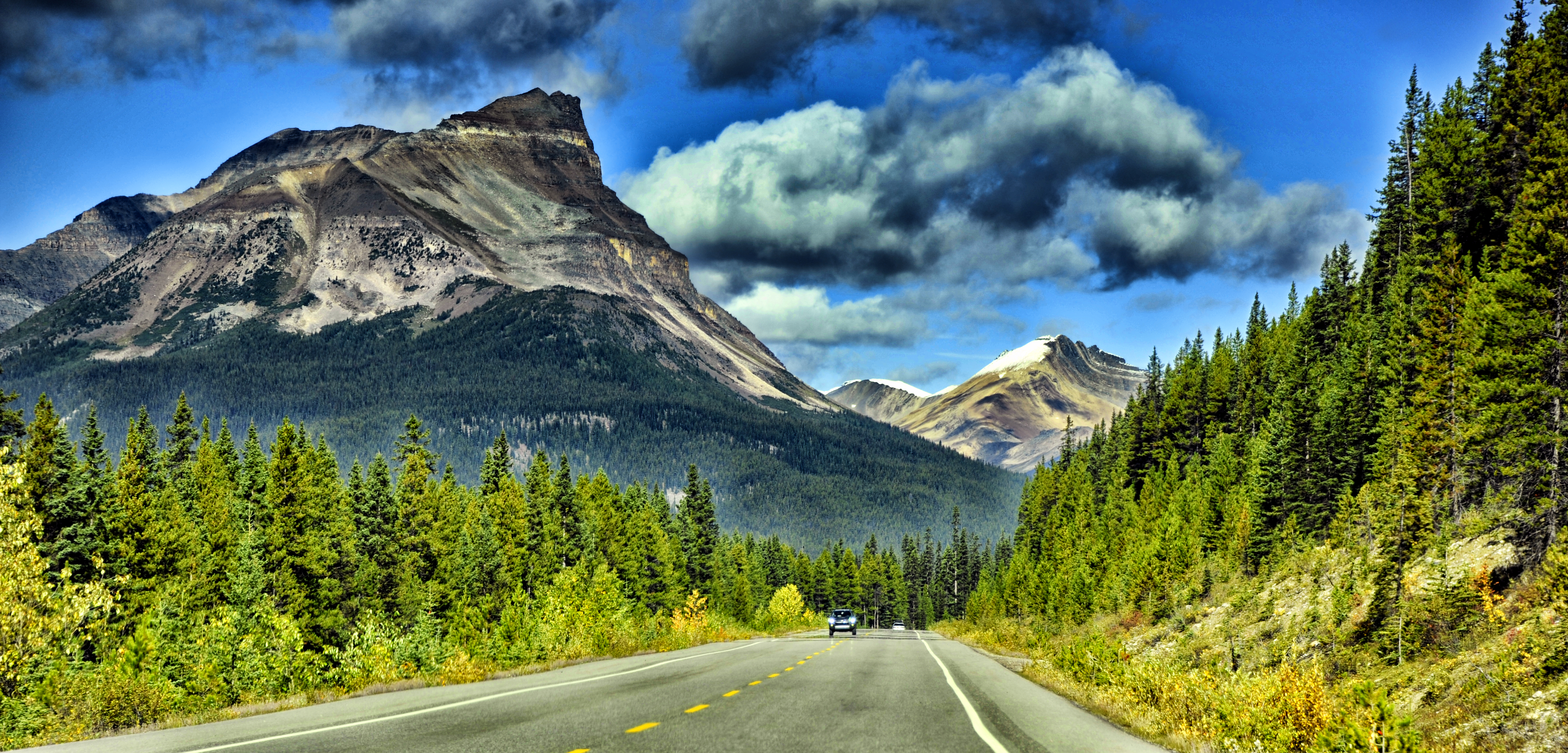
Южная сторона Пика
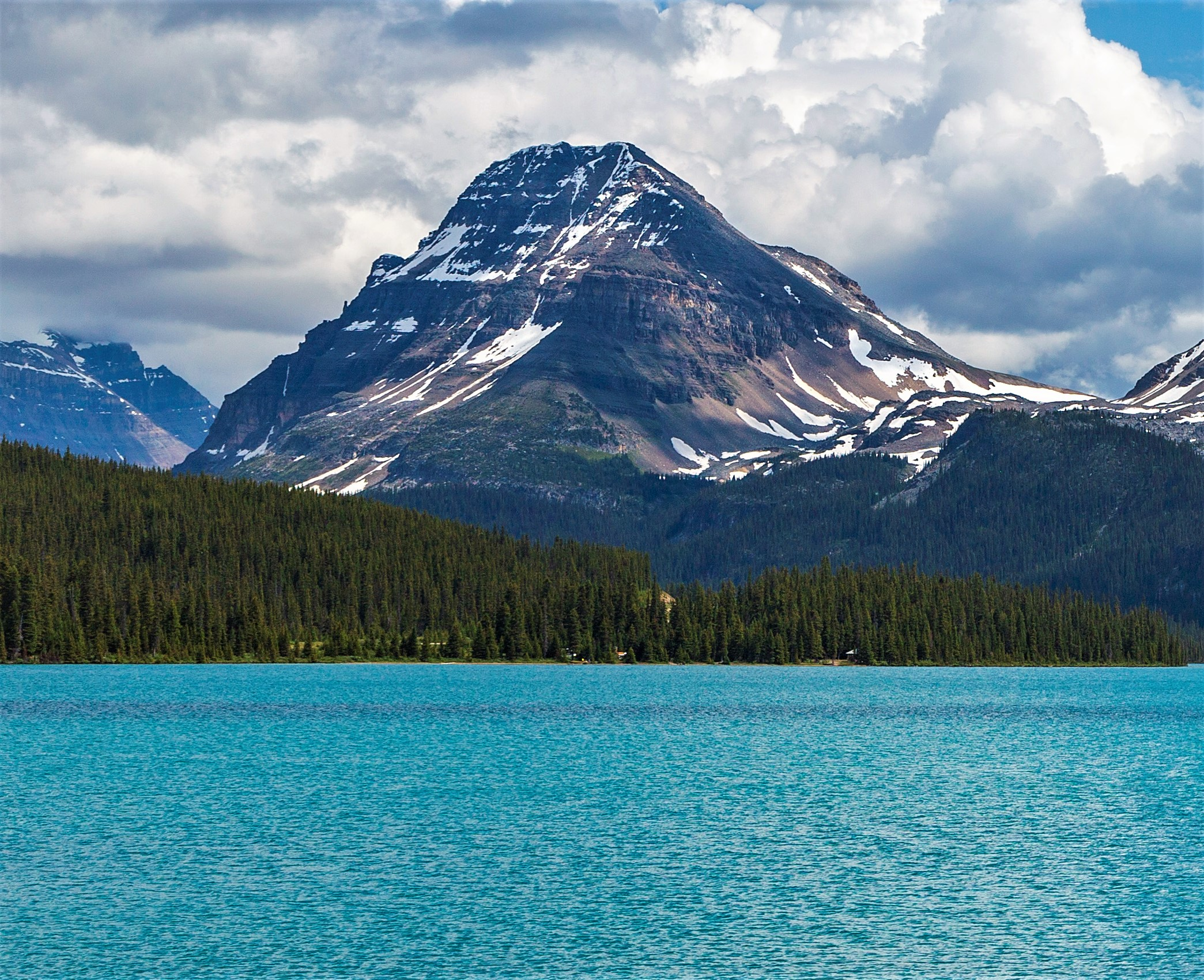
Боу-Пик и река Боу